# SummerSlam 2018
SummerSlam (2018) was een professioneel worstel-pay-per-view (PPV) en WWE Network evenement dat georganiseerd werd door WWE voor hun Raw, SmackDown en 205 Live brands. Het was de 31ste editie van SummerSlam en vond plaats op 19 augustus 2018 in het Barclays Center in Brooklyn, New York. Dit was het vierde evenement dat plaats vond in het Barclays Center.

## Matches
| Nr. | Match                                                                                                 | Winnaar(s)                         | Opmerkingen                                                                                    | Bron  |
| --- | --- | ---------------------------------- | ---------------------------------------------------------------------------------------------- | ----- |
| 1p  | Andrade "Cien" Almas & Zelina Vega vs. Lana & Rusev                                                   | Andrade "Cien" Almas & Zelina Vega | Mixed Tag Team match.                                                                          | [ 2 ] |
| 2p  | Cedric Alexander (c) vs. Drew Gulak                                                                   | Cedric Alexander                   | Eén-op-één match                                                                               | [ 2 ] |
| 3p  | The B-Team (Bo Dallas & Curtis Axel) (c) vs. The Revival (Dash Wilder & Scott Dawson)                 | The B-Team                         | Tag team match voor het WWE Raw Tag Team Championship.                                         | [ 2 ] |
| 4   | Seth Rollins (met Dean Ambrose) vs. Dolph Ziggler (c) (met Drew McIntyre)                             | Seth Rollins                       | Eén-op-één match voor het WWE Intercontinental Championship.                                   | [ 2 ] |
| 5   | The New Day (Big E & Xavier Woods) (met Kofi Kingston) vs. The Bludgeon Brothers (Harper & Rowan) (c) | The New Day                        | Tag team match voor het WWE SmackDown Tag Team Championship. New Day won door diskwalificatie. | [ 2 ] |
| 6   | Braun Strowman (contract houder) vs. Kevin Owens                                                      | Braun Strowman                     | Eén-op-één match voor het Money in the Bank contract.                                          | [ 2 ] |
| 7   | Charlotte Flair vs. Carmella (c) vs. Becky Lynch                                                      | Charlotte Flair (nc)               | Triple Threat match voor het WWE SmackDown Women's Championship.                               | [ 2 ] |
| 8   | Samoa Joe vs. AJ Styles (c)                                                                           | Samoa Joe                          | Eén-op-één match voor het WWE Championship. Joe won door diskwalificatie.                      | [ 2 ] |
| 9   | The Miz vs. Daniel Bryan                                                                              | The Miz                            | Eén-op-één match                                                                               | [ 2 ] |
| 10  | Finn Bálor vs. Baron Corbin                                                                           | Finn Bálor                         | Eén-op-één match                                                                               | [ 2 ] |
| 11  | Shinsuke Nakamura (c) vs. Jeff Hardy                                                                  | Shinsuke Nakamura                  | Eén-op-één match voor het WWE U.S. Championship.                                               | [ 2 ] |
| 12  | Ronda Rousey vs. Alexa Bliss (c)                                                                      | Ronda Rousey (nc)                  | Eén-op-één match voor het WWE Raw Women's Championship. Rousey won door submission.            | [ 2 ] |
| 13  | Roman Reigns vs. Brock Lesnar (c) (met Paul Heyman)                                                   | Roman Reigns (nc)                  | Eén-op-één match WWE Universal Championship.                                                   | [ 2 ] |